# Abbaye de Lesterps
L'abbaye de Lesterps était une abbaye  située à Lesterps en Charente.

## Histoire
Lesterps vient du verbe latin exstirpere qui signifie "défricher".

### Fondation
Il existait à Lesterps, à la fin du Xe siècle, une chapelle nommée Stirpis, pour qu'y soit fondée une communauté de religieux : « pour le nom et la gloire de la Sainte et indivisible Trinité et à la mémoire de saint Pierre lui-même, où habiteront le clergé et des gens libres et déliés de tout service envers nous », que Jourdain Ier, seigneur de Chabanais, donna avec un manse au Saint-Siège. Les auteurs de la Gallia Christiana, au XVIIe siècle, qui ont publié la charte de cette fondation non datée la situent aux environs de 1032. Il paraît certain néanmoins que la construction du monastère avait commencé quelques années auparavant.
La fondation de la nouvelle abbaye, placée sous le vocable de saint Pierre et située sur le territoire du diocèse de Limoges, fut approuvée par Dia, épouse de Jourdain Ier, et par leurs fils Jourdain IIe, Boson, qui fut moine au Mont-Cassin, et Renaud, abbé de Charroux.
Quelques années après, en 1038, d'après l'abbé Rougerie, Gautier, fils d'un chevalier de Confolens, élevé et devenu chanoine régulier au Dorat sous saint Israël, fut appelé à gouverner l'abbaye de Lesterps, où il introduisit la règle de saint Augustin, ce qui en fit une abbaye augustinienne.

### Période médiévale
En 1040, Jourdain IIe, reniant la parole de son père, envahit le monastère et, s'y fortifiant, rançonnait le pays.
Adalbert IIe, comte de la Marche, pour mettre fin à ce brigandage, engagea à Lesterps avec son vassal une lutte terrible qui fit un très grand nombre de morts, dans laquelle le monastère fut mis à feu et à sang et l'église en grande partie détruite. Gautier, qui voyageait alors en Terre sainte, échappa au massacre avec un petit nombre de chanoines.
Pressés par le pape Benoît IX et le roi Henri Ier, le seigneur de Chabanais et le comte de La Marche durent pourvoir aux rentes des religieux pour la reconstruction du monastère, et dédommager les habitants du bourg qui avaient souffert de la guerre.
Rentré en possession de son abbaye, l'abbé Gautier se consacra avec l'aide de ses nouveaux bienfaiteurs à sa restauration.
Il mena à bien la restauration de l'église, dont il célébra solennellement la dédicace en présence des évêques de la province (date inconnue…).
Il mourut en 1070 et fut enseveli dans l'église. Il ne tarda pas à être mis au nombre des saints, sous le nom de saint Gautier, et tandis que son culte s'établissait en 1091 dans l'église qu'il avait relevée, son nom, depuis longtemps objet d'une grande vénération, fut associé à celui de saint Pierre dans le vocable de l'église de Lesterps. À cette date, l'église fit l'objet d'une nouvelle bénédiction, ce qui pourrait laisser penser à l'ouverture d'une nouvelle partie du monument au culte.
Adémar, un frère de Foulques Taillefer comte d'Angoulême lui succéda.
Puis Ramnulfe fut abbé de 1110 à 1140. Ce dernier paraît devoir être rattaché aux grands travaux qui à cette époque durent aboutir à la construction d'une somptueuses abside. En effet, cet abbé fut enseveli dans l'église, où son épitaphe, gravée sur une pierre noire en onciale très ornée célèbre encore son long abbatiat. L'abbé Ramnulfe fit construire un vaste déambulatoire avec absidioles rayonnantes, un transept avec collatéral et double travée.
Le 22 juin 1198, le pape Innocent III confia à l'archevêque de Bourges Girard de Cros une enquête sur des accusations portées contre l'abbé de Lesterps (peut-être dénommé Boson) par un moine de l'abbaye dénommé Guillaume. L'abbé était accusé de « dilapidation », d'infractions à la discipline régulière (notamment de participer à des tournois, d'être à la tête d'une bande de guerriers et de se livrer à des cruautés). On ignore l'issue de l'affaire.
Le 16 octobre 1234, le pape Grégoire IX confia à l'évêque d'Agen une enquête judiciaire sur les crimes imputés à l'abbé Aymeric par certains chanoines qui se sont rendus à la Curie pontificale (entre autres un dénommé Hélie Gros). L'abbé Aymeric, selon la lettre d'enquête, était accusé en particulier de simonie, de parjure, de dilapidation, « d'incontinence » et « d'autres crimes ». Là encore, on ignore l'issue de la procédure.
Entre 1473 et 1480 Jean Béraudi, notaire à Lesterps, établit un terrier de l'abbaye. Ce terrier d'environ 400 pages sur parchemin récapitule les droits dus à l'abbaye sur la soixantaine de paroisses qui en dépendent.

### Des guerres de Religion auXIXesiècle
Les guerres de Religion furent funestes à l'abbaye de Lesterps.
En novembre 1567 un chef de bandes calvinistes, Compaignac à la tête d'une des armées de l'amiral de Coligny pilla et livra aux flammes la ville et le monastère.
L'abbaye de Lesterps fut abandonnée durant un siècle ; les voûtes de l'église s'effondrèrent. L'établissement resta en ruines jusqu'à l'administration de Charles-François de La Vieuville, évêque de Rennes et abbé de Saint-Laumer de Blois, abbé commendataire de Lesterps de 1657 à 1676.
Il y introduisit les chanoines réguliers de la Congrégation de France, les génovéfains, congrégation à la règle rigoureuse, qui avait été fondée par le cardinal François de la Rochefoucauld et restaura les lieux réguliers ; il reconstruisit entièrement le vaste bâtiment qui fait suite au croisillon sud du transept, et limite aujourd'hui à l'est l'emplacement occupé par le cloître, et s'installèrent en 1669.
En dépit de ces restaurations, l'église de Lesterps, un siècle plus tard, avait besoin de beaucoup de réparations.
Malgré ses deux chaires d'enseignement, l'une de théologie et une autre de philosophie la communauté eut des difficultés. L'église devint dangereuse et fut interdite par l'évêque de Limoges en 1738, et à la Révolution, il ne restait plus que trois religieux.
Elle est vendue comme bien national en 1790.
Vers 1815, le chœur était encore debout ; faute d'entretien, il succomba peu à peu aux intempéries. Dès lors, les pierres ont été utilisées pendant près de 50 ans comme carrière et la place du village a été aménagée avec l'école de garçons dont la façade a utilisé en réemploi des colonnes de l'église détruite.

## Architecture

### L’église abbatiale

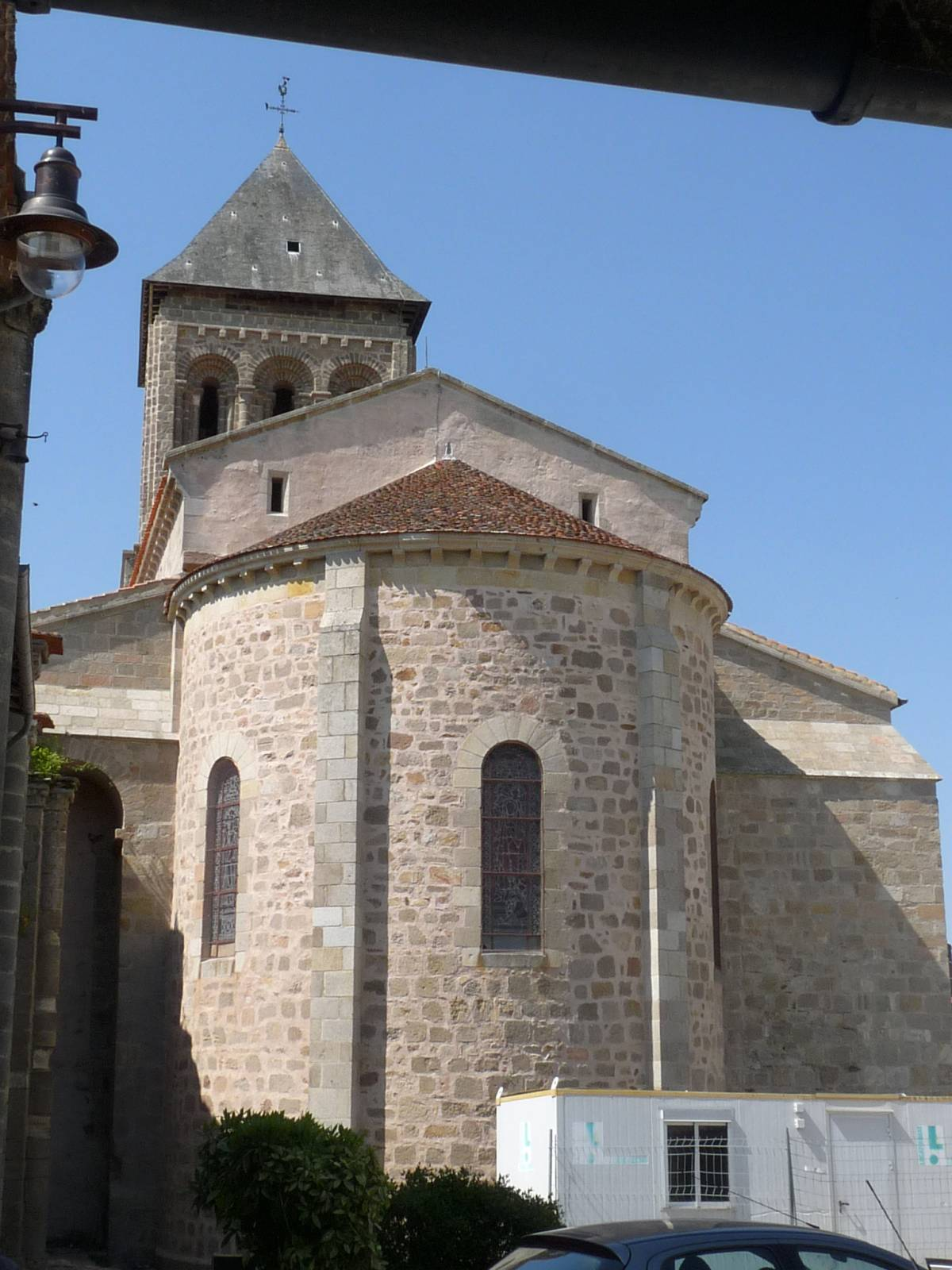
L'abside, à l'est, après restauration en 2011.

En 1803, la nef de l'église abbatiale devient église paroissiale, le chœur, n'étant pas sûr, est abandonné. Faute de travaux de maintenance, chœur et transepts s'effondrent vers 1815.
Certaines traces de l'ancienne « grande église » sont encore visibles, une galerie au sud du transept que l'on aperçoit au-dessus des toits de l'école de garçons, un arrachement du mur d'une chapelle rayonnante nord à l'angle des escaliers du restaurant.
Il est possible de se figurer l'aspect de la partie disparue : autour du sanctuaire un déambulatoire distribuait cinq chapelles rayonnantes. Dans la tradition romane, le rond-point du chevet était scandé de colonnes, laissant largement passer la lumière. 
La construction de l'édifice dans son ensemble peut être située dans le dernier tiers du XIe siècle, même si elle ne fut pas homogène et que plusieurs phases peuvent être envisagées. À l'époque gothique, divers modifications (reprise des voûtes, changements de niveaux ...) compliquent la lecture des maçonneries. Différents documents mentionnent triforium, voûtes, coupole et flèche, permettant certains rapprochements avec Sainte-Foy de Conques.
Il reste actuellement de l'église abbatiale trois travées couvertes d'une voûte en berceau. Le monumental clocher-porche en fait un monument important de l'art roman des Charentes.
Quelques chapiteaux sont sculptés. Ces deux chapiteaux et trois bas-reliefs de forme circulaire datant du XIIe siècle sont classés monuments historiques depuis 1862.
L'édifice est classé aussi monument historique depuis 1862.
Elle renferme aussi un tableau de saint Pierre du XVIIIe siècle classé monument historique à titre objet depuis 1982.

### Le clocher
Seul subsiste de l'origine du monastère, l'imposant clocher-galilée, haut de 43 mètres, qui s'apparente aux clochers-porches carolingiens du Xe siècle. Il est situé à l'ouest de l'édifice.

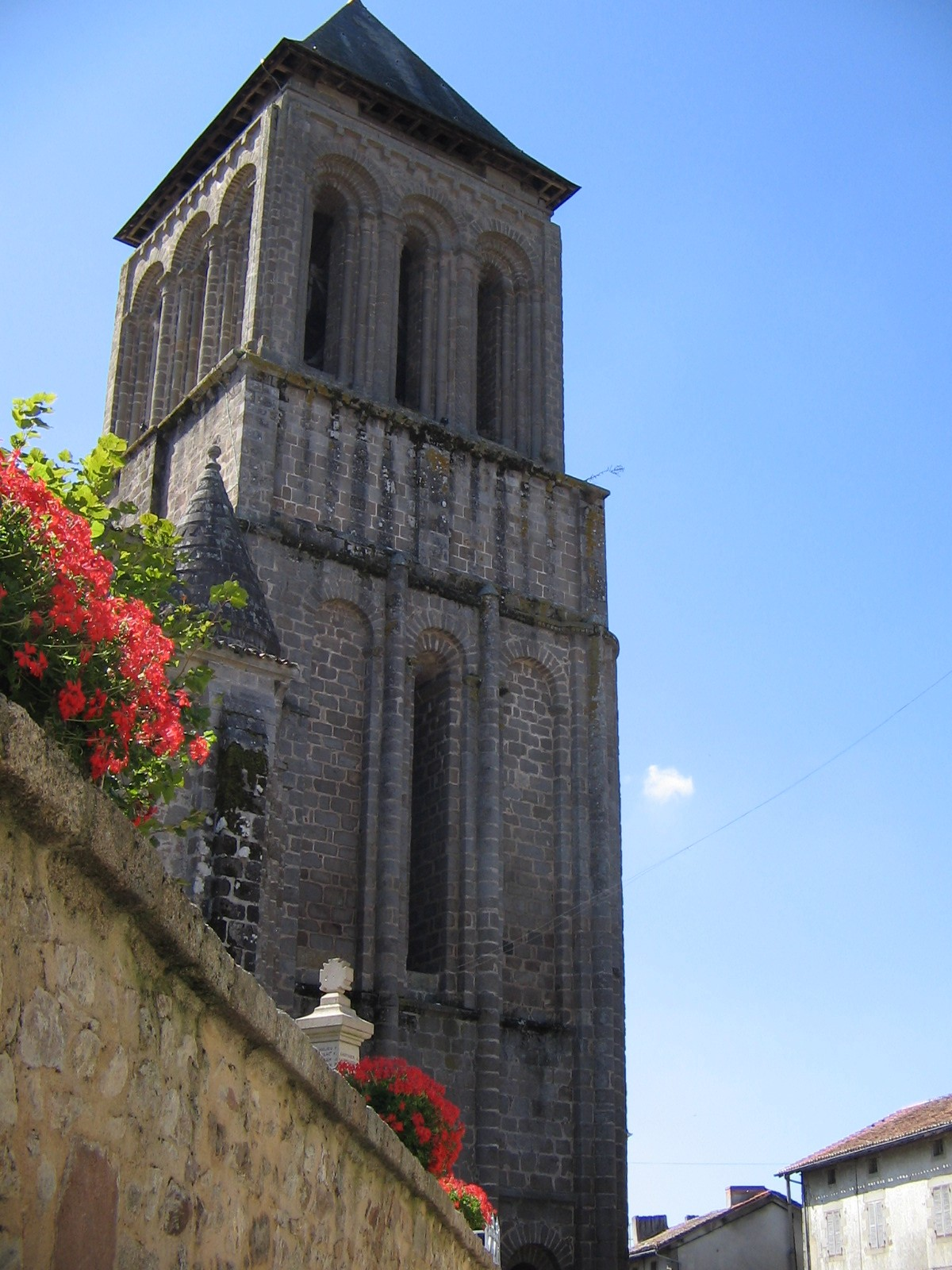
Le clocher en 2006.
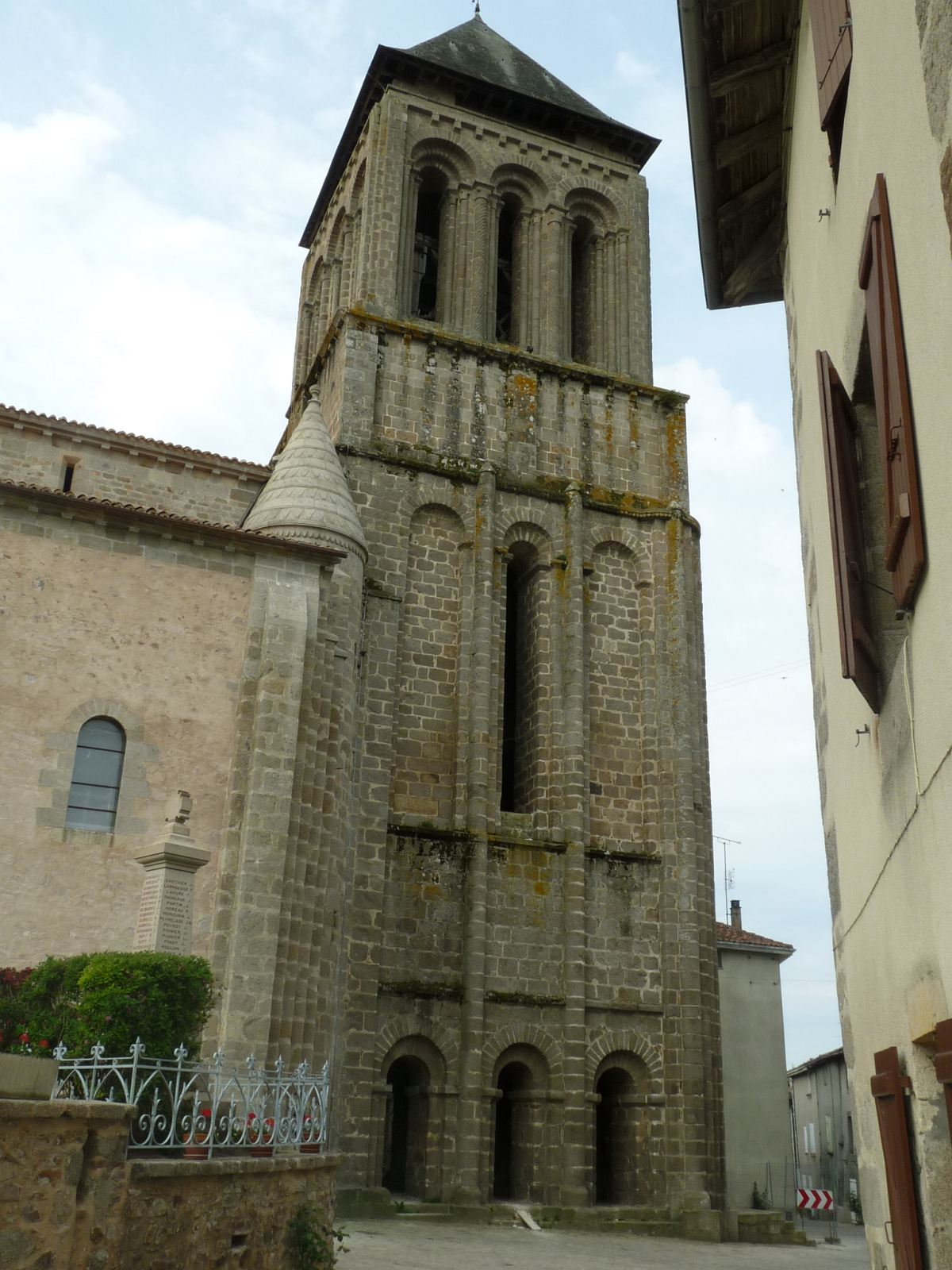
Vue du nord.
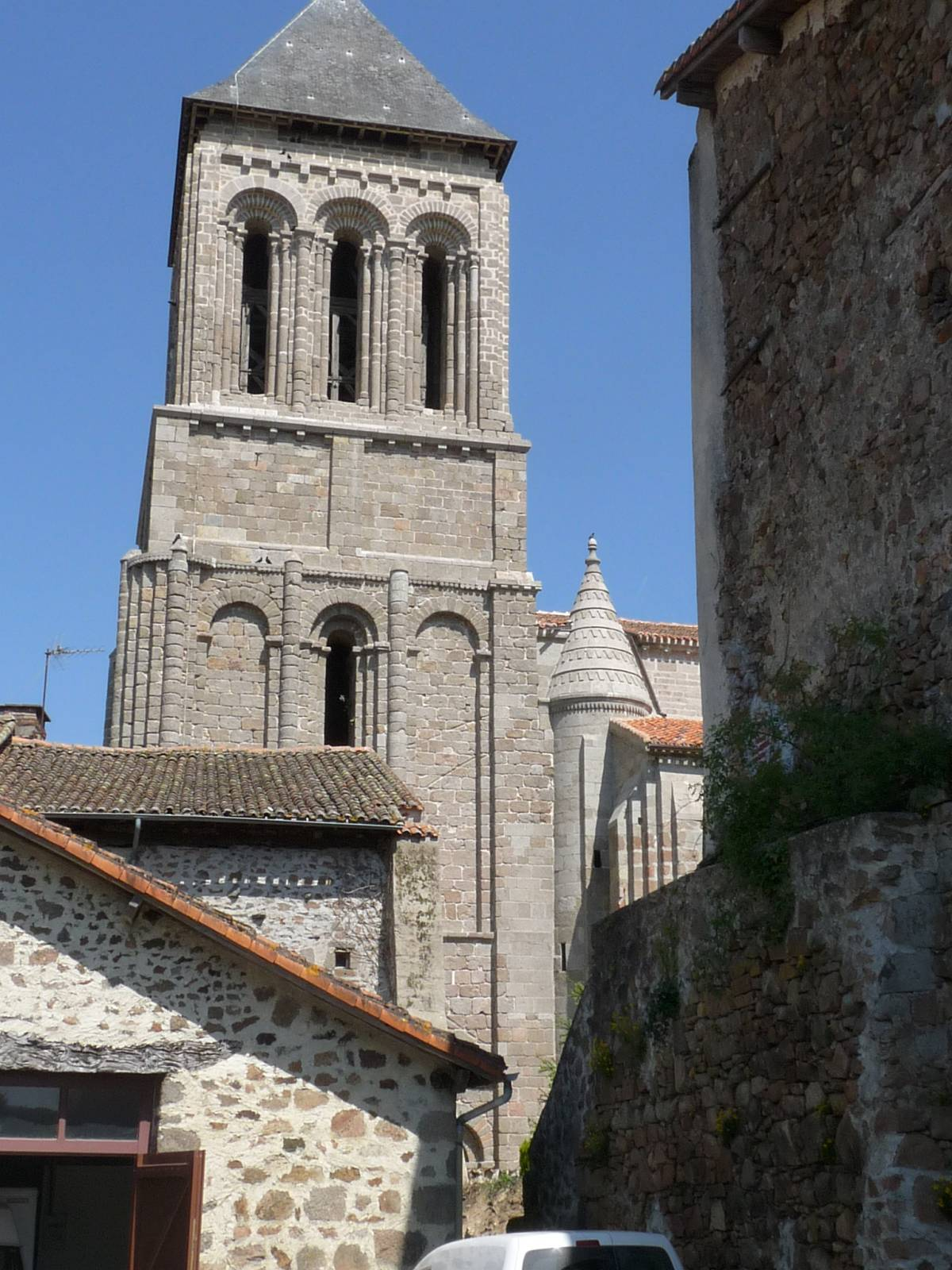
Vue du sud.
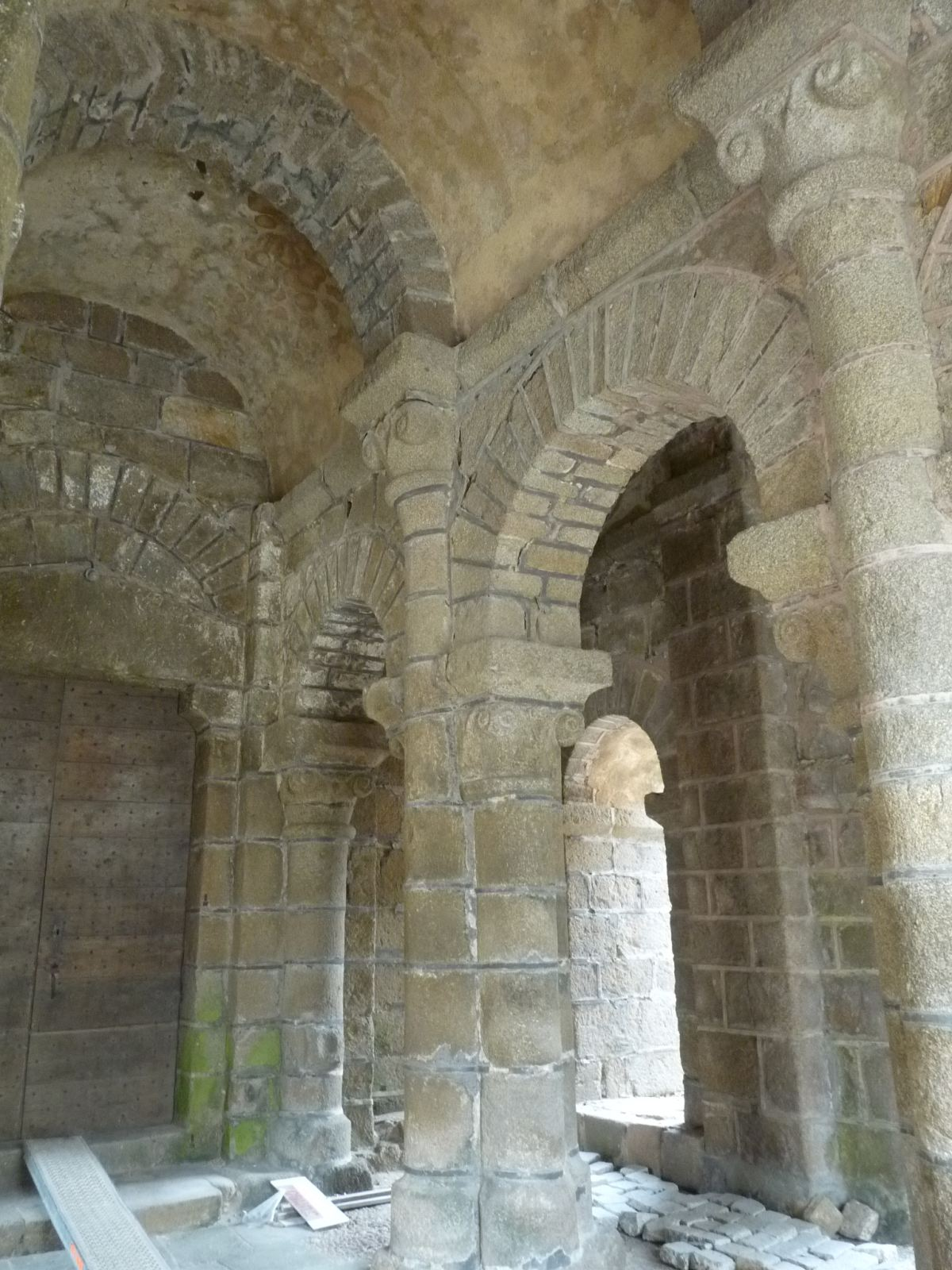
Le porche.
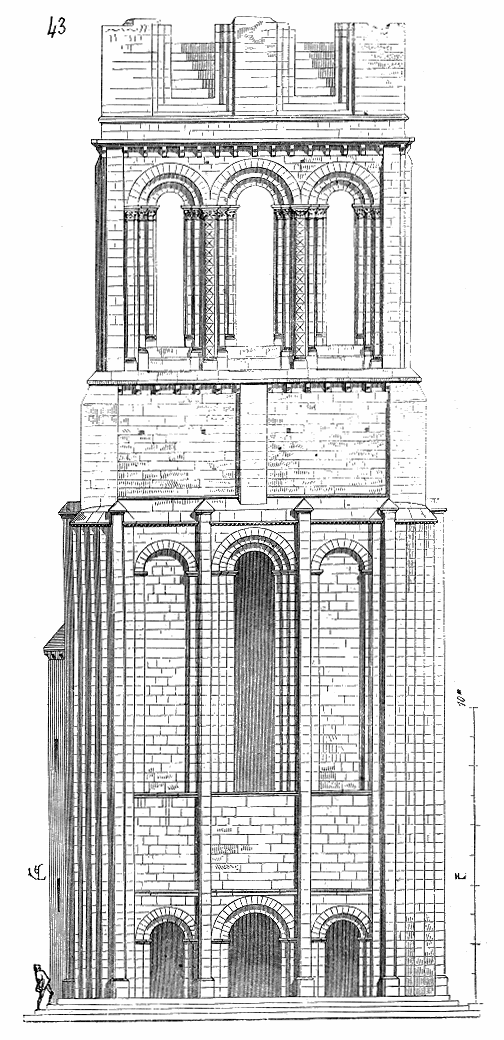
Élévation par Viollet-le-Duc.

### Les bâtiments monastiques
Une gravure représentant l'abbaye en vue cavalière montrent les bâtiments au XVIIe siècle.
Les bâtiments monastiques encore existants sont orientés au sud et à l'est. Le pavillon ouest est détruit au début du XXe siècle car il menace ruine. Ils ne sont pas visibles depuis le bourg et on doit prendre la rue de la Mairie pour pouvoir les voir.
La mairie occupe encore, à l'extrémité du pavillon oriental, l'ancienne salle capitulaire et la salle à manger des moines.
Le bâtiment oriental avec sa remarquable façade typique du XVIIIe siècle a été pendant de nombreuses années utilisé comme presbytère puis a abrité des congrégations ; actuellement, il est propriété de la commune. C'est le bâtiment le plus récent, sa construction ayant été terminée en 1785.
Le pavillon sud, ancien logis de l'Abbé, est depuis la Révolution propriété de particuliers.
Le cloître occupe toujours l'espace entre les bâtiments monastiques et l'église, la galerie n'existe plus, seules des traces d’arrachement sur le mur d'un des bâtiments atteste sa présence.

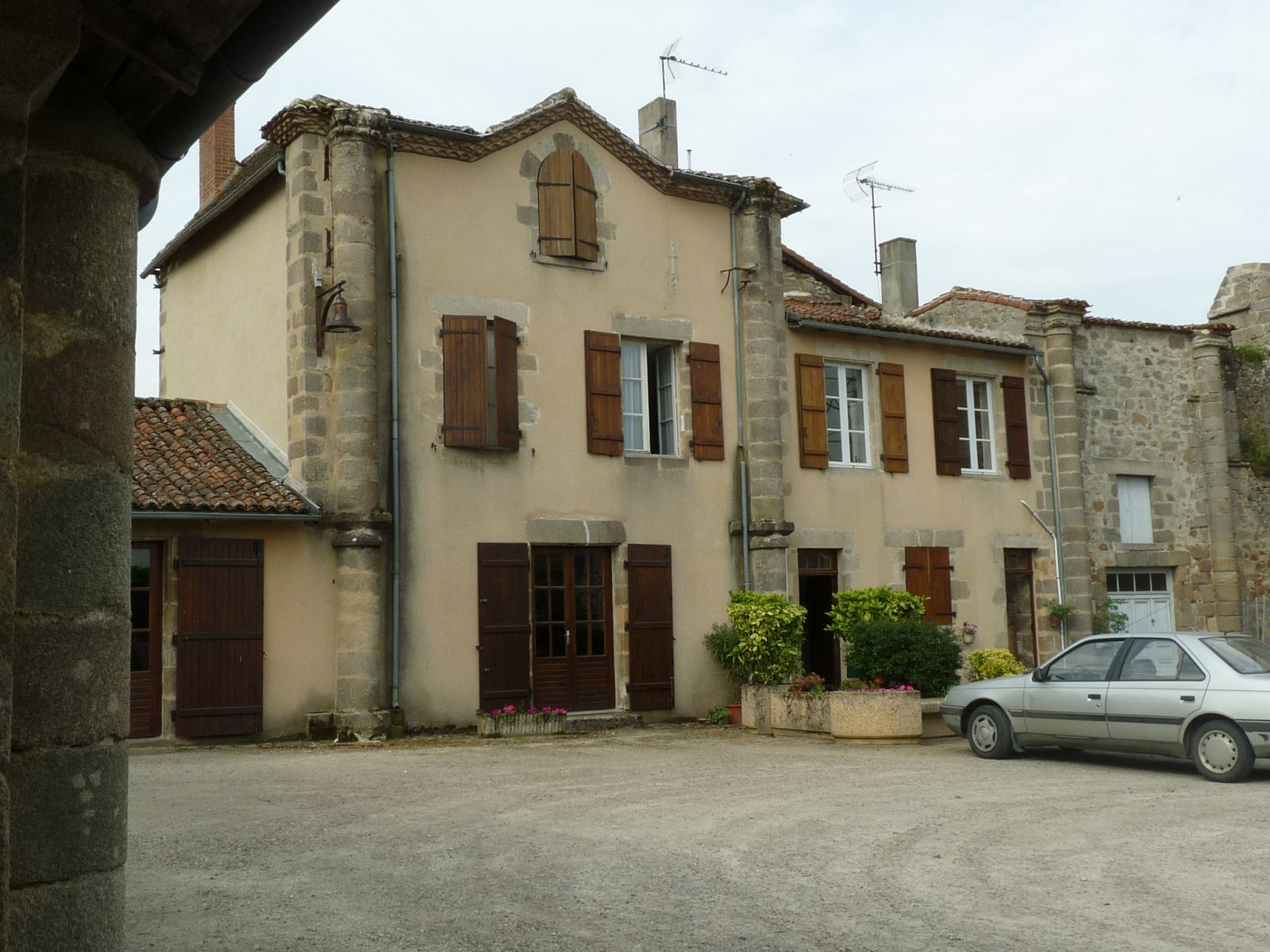
Colonnes autour de la place...
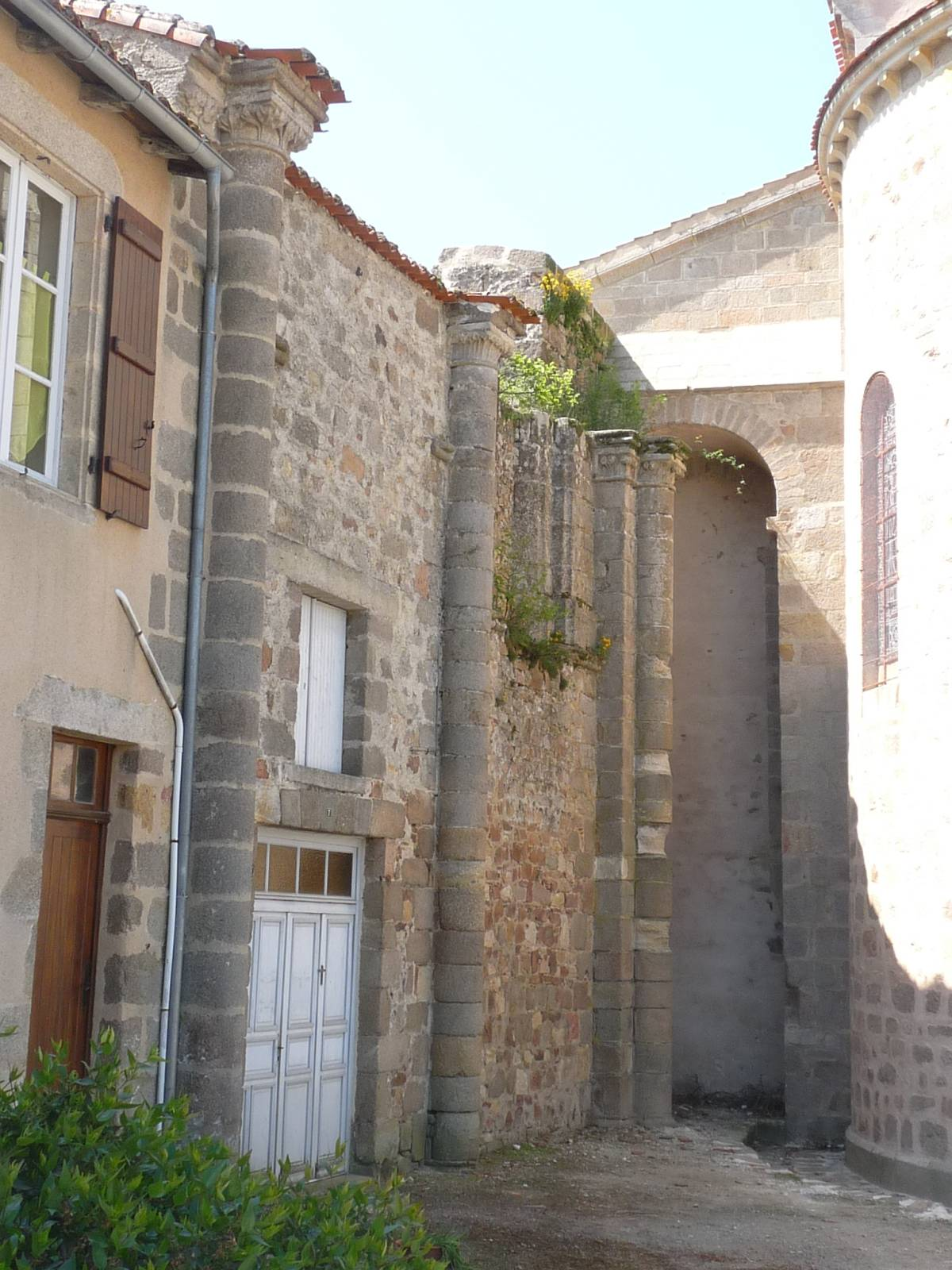
et au coin de l'église.

## Activité
L'abbaye n'est plus en activité.